# Chwostka wspaniała
Chwostka wspaniała (Malurus splendens) – gatunek małego ptaka z rodziny chwostkowatych (Maluridae), jeden z 12 przedstawicieli rodzaju Malurus. Zasiedla Australię.

## Systematyka i zasięg występowania
Opisana została przez parę francuskich lekarzy i zoologów w 1830 roku. Pierwotnie otrzymała nazwę naukową Saxicola splendens. Okaz, na podstawie którego opisano gatunek, pochodził z King George Sound. Jeden z podgatunków, melanotus, niekiedy wydzielany jest do rangi osobnego gatunku, jako chwostka turkusowa. Obecnie uznaje się 4 podgatunki:
- chwostka wspaniała (M. s. splendens) (Quoy & Gaimard, 1830) – subtropikalna południowo-zachodnia i zachodnio-środkowa Australia
- chwostka lazurowa (M. s. callainus) Gould, 1867; poprzednio M. s. musgravi Mathews, 1922 – środkowa i południowo-środkowa Australia
- M. s. emmottorum Schodde & Mason, 1999 – północno-wschodnia Australia (środkowy Queensland)
- chwostka turkusowa (M. s. melanotus) Gould, 1841 – wschodnio-środkowa Australia

## Biotop
Środowiskiem chwostki wspaniałej są lasy, skrub oraz sawanna.

## Charakterystyka
Występuje bardzo wyraźny dymorfizm płciowy w okresie godowym, w okresie pozalęgowym obie płci wyglądają bowiem identycznie. Młode przypominają samice, lecz nie są opalizujące. Obie płcie mierzą 12–14 cm, ważą średnio około dziewięciu gramów.
Samce są zawsze opalizujące w miejscach turkusowych. Samiec podgatunku nominatywnego różni się od tego „normalnego” jedynie barwą wierzchu głowy, która nie jest ciemnoniebieska. Ma turkusową całą głowę, grzbiet oraz pokrywy podogonowe. Ma czarną maskę, obrożę i przepaskę na piersi. Spód ciała jest ciemnoniebieski, natomiast sterówki, skrzydła i kuper niebieskie. Lotki są nieco szarawe, ale na lotkach II-rzędu widoczny turkusowy obszar. 
U podgatunku melanotus przepaska jest cieńsza, spód ciała z tyłu jasny. U samca podgatunku emmottorum niebieska barwa piersi kończy się wraz z cienką przepaską. Ma on także czarny kark i kuper oraz brązowe skrzydła, jest także mniej intensywnie ubarwiony. Ogon jest jakby zszarzały. Ciemnymi barwami charakteryzują się samce formy callainus. Przepaska jest dość gruba, poza głową cały granatowy, z turkusowym karkiem.
Samice prawie nie posiadają opalizujących elementów upierzenia. U podgatunku nominatywnego jedynie ogon turkusowy, z wierzchu jasnokawowe, od spodu jasne. Na skrzydłach mają nieco szaroniebieskiej barwny. Podgatunek emmottorum z jaśniejszym grzbietem i pomarańczowawą otoczką wokół oka. U formy melanotus wierzch ciała brązowy, a spód brudnobiały.

## Zachowanie
Podobnie jak inne chwostki, na ziemi, w zaroślach, poszukuje owadów. Szuka jedzenia razem z innymi chwostkami wspaniałymi. Wydaje szybkie serie nieco metalicznych pisków.

## Lęgi
Gniazduje kooperatywnie. Samica sama buduje gniazdo, jest także jedyną w grupie, która wysiaduje jaja. W jednym zniesieniu jest ich 2–3. Inkubacja trwa 15 dni, młode spędzają w gnieździe około 11 dni.

## Status
Międzynarodowa Unia Ochrony Przyrody (IUCN) uznaje chwostkę wspaniałą za gatunek najmniejszej troski (LC – least concern) nieprzerwanie od 1988 roku. Całkowita liczebność populacji nie została oszacowana, ale ptak ten opisywany jest jako lokalnie dość pospolity. Trend liczebności populacji uznawany jest za stabilny.